# آن شين
آن شين هي صانعة أفلام وثائقية كندية، ولدت في 1968.

## وصلات خارجية
- آن شين على موقع IMDb (الإنجليزية)
- آن شين على موقع قاعدة بيانات الفيلم (الإنجليزية)